# Meharia pulcher
Meharia pulcher is een vlinder uit de familie van de houtboorders (Cossidae). De wetenschappelijke naam van de soort is voor het eerst geldig gepubliceerd in 1943 door Rungs.